# Xanthosoma undipes
Xanthosoma undipes là một loài thực vật có hoa trong họ Ráy (Araceae). Loài này được (K.Koch & C.D.Bouché) K.Koch miêu tả khoa học đầu tiên năm 1856.

## Hình ảnh

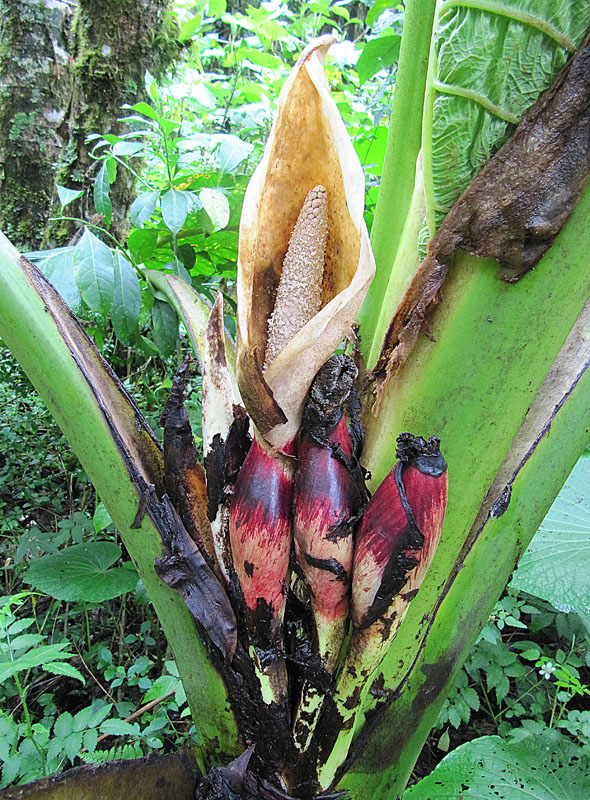
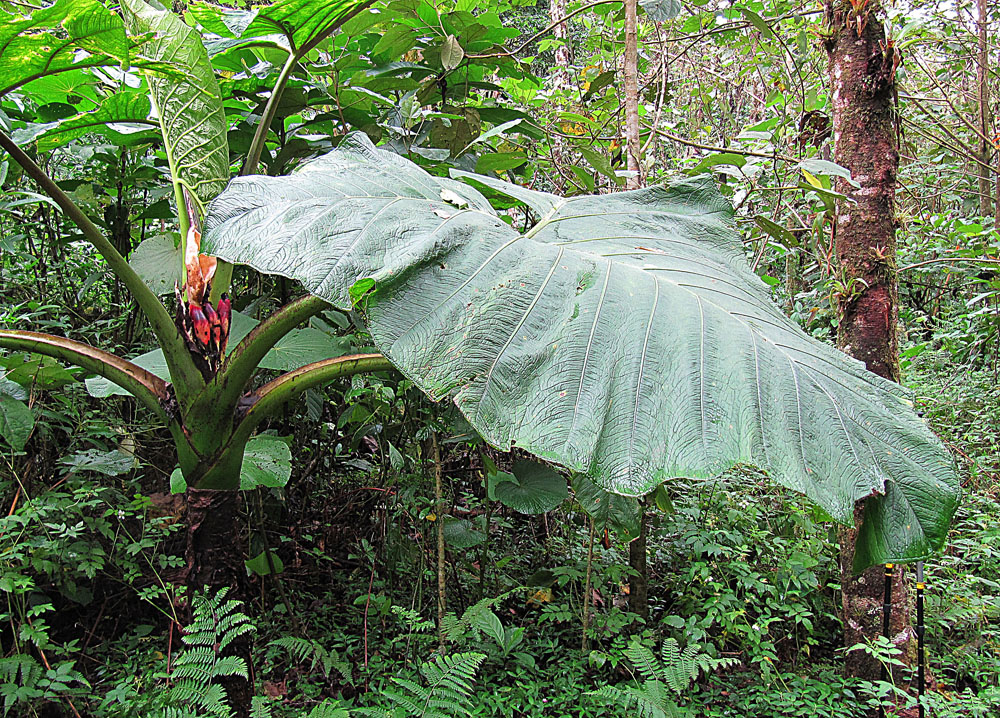